# Lakritz-Strohblume
Die Lakritz-Strohblume (Helichrysum petiolare) ist eine Pflanzenart aus der Familie der Korbblütler (Asteraceae).

## Beschreibung

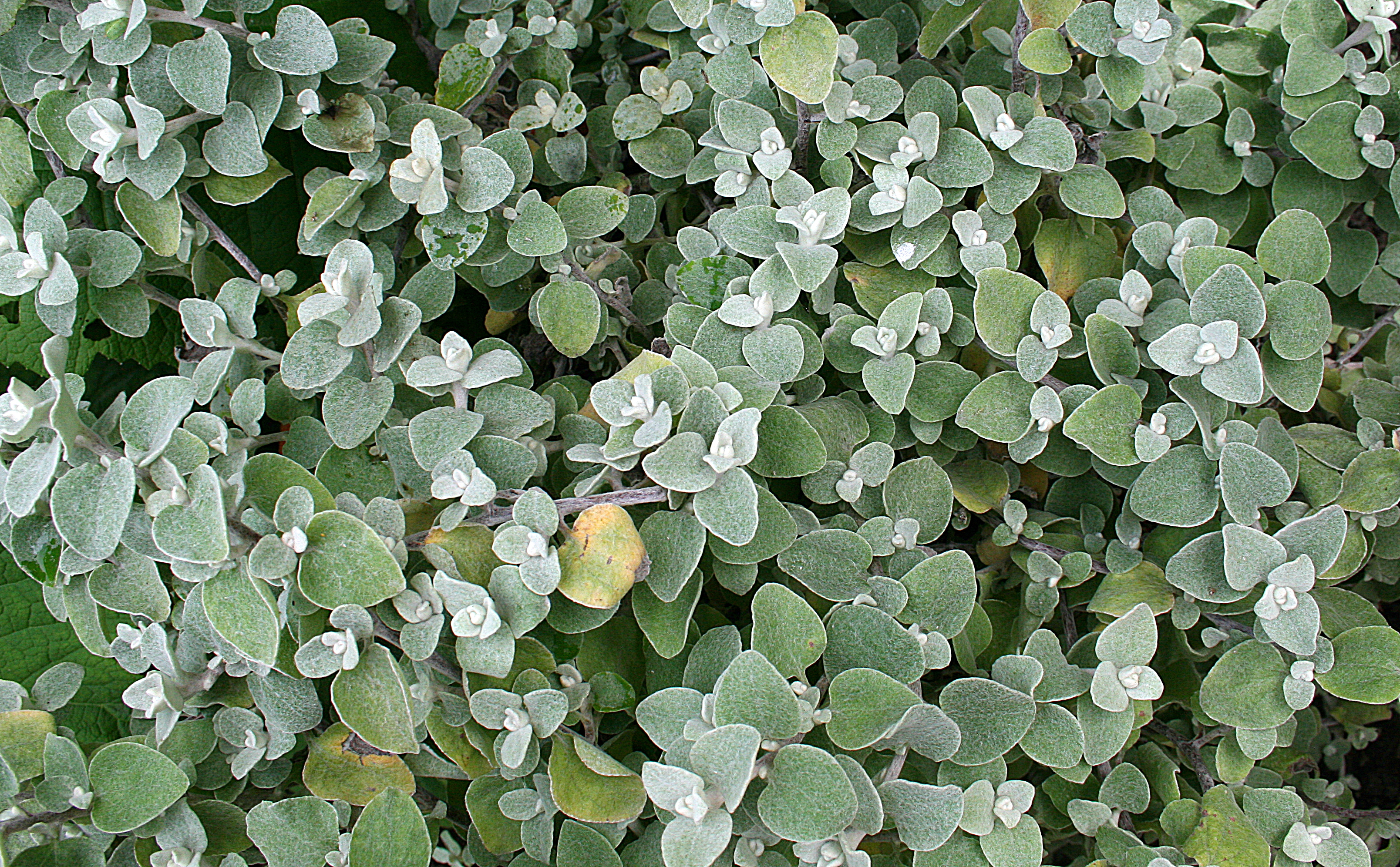
Lakritz-Strohblume (Helichrysum petiolare)

Die Lakritz-Strohblume ist ein buschig ausgebreitet aufsteigender bis hängender Halbstrauch oder Zwergstrauch, der Wuchshöhen von 20 bis 50 (selten bis 100) Zentimeter erreicht. Die Blätter sind 1,5 bis 2,5 Zentimeter lang, breit eiförmig, am Grund gestutzt bis fast herzförmig, weißwollig-filzig und auf der Oberseite später grünlich. Die Blattstiele sind 0,5 bis 2,5 Zentimeter lang. Die Blütenköpfe haben einen Durchmesser von 3 bis 5 Millimeter. Sie sind in dichten und bis zu 2,5 bis 7 Zentimeter breiten Schirmrispen angeordnet. Die Hüllblätter sind rahmweiß. Die Art blüht nur selten.
Die Blütezeit liegt im September, manchmal beginnt sie schon im August.

## Vorkommen
Die Lakritz-Strohblume kommt in Südafrika vom Kapland bis Natal vor. Sie wächst auf schattigen Unterhängen und an Waldrändern. In Portugal, Kalifornien und im Süden Großbritanniens wurde sie eingebürgert.

## Nutzung
Die Lakritz-Strohblume wird selten als Zierpflanze für Einfassungen, Ampeln und Kübel als Strukturpflanze genutzt. Sie wird meist einjährig kultiviert. Die Art ist seit spätestens 1719 in Kultur. Es gibt einige Sorten (Auswahl):
- Aureum („Gold“): Die Blätter sind gelbgrün.
- Microphyllum: Die Blattspreite ist graugrün und hat einen Durchmesser von weniger als 1 Zentimeter.
- Silver: Die Blätter sind silbergrün.
- Variegatum: Die Blätter sind graugrün, ihr Rand ist cremeweiß.

## Belege
- Eckehart Jäger, Friedrich Ebel, Peter Hanelt, Gerd K. Müller (Hrsg.): Rothmaler Exkursionsflora von Deutschland. Band 5: Krautige Zier- und Nutzpflanzen. Spektrum Akademischer Verlag, Berlin Heidelberg 2008, ISBN 978-3-8274-0918-8.